# Långselet (Råneå socken, Norrbotten)
Långselet är en sjö i Bodens kommun i Norrbotten och ingår i Vitåns huvudavrinningsområde. Sjön har en area på 0,512 kvadratkilometer och ligger 153,1 meter över havet. Sjön avvattnas av vattendraget Vitån.

## Delavrinningsområde
Långselet ingår i det delavrinningsområde (736009-178498) som SMHI kallar för Utloppet av Långselet. Medelhöjden är 185 meter över havet och ytan är 7,27 kvadratkilometer. Räknas de 8 avrinningsområdena uppströms in blir den ackumulerade arean 186,9 kvadratkilometer. Avrinningsområdets utflöde Vitån mynnar i havet. Avrinningsområdet består mestadels av skog (77 procent) och sankmarker (13 procent). Avrinningsområdet har 0,51 kvadratkilometer vattenytor vilket ger det en sjöprocent på 7 procent.